# Viverricula indica
Lo zibetto indiano (Viverricula indica E.Geoffroy, 1803) è un carnivoro della famiglia dei viverridi, unica specie del genere Viverricula (Hodgson, 1838), diffusa nell'Ecozona orientale.

## Descrizione

### Dimensioni
Carnivoro di medie dimensioni, con la lunghezza della testa e del corpo tra 500 e 610 mm, la lunghezza della coda tra 280 e 390 mm, la lunghezza del piede tra 65 e 120 mm, la lunghezza delle orecchie tra 25 e 43 mm e un peso fino a 4 kg.

### Caratteristiche craniche e dentarie
Il cranio presenta un rostro corto e delicato. La scatola cranica è lunga, stretta e compressa posteriormente. La bolla timpanica è grande e allungata.
Sono caratterizzati dalla seguente formula dentaria:

### Aspetto
La pelliccia è corta e densa ed è priva della cresta dorsale di peli eretti. Il colore generale del corpo varia dal grigio al marrone chiaro. Sono presenti 4-5 file di piccole macchie nerastre nella parte anteriore del corpo, che diventano più grandi e tendono ad allinearsi in diverse file lungo i fianchi. Nella parte posteriore della schiena sono presenti 6-8 strisce longitudinali. La striatura del collo è molto simile a quella delle specie del genere Viverra. Le zampe sono relativamente corte. Gli artigli sono semi-retrattili e privi di rivestimenti di pelle. L'andatura è digitigrada. Il muso è relativamente corto e appuntito. Le orecchie sono lunghe e diritte. I loro margini anteriori sono uniti tra loro. La fronte è stretta. La coda è lunga come la testa ed il corpo ed è provvista di 6-9 anelli neri, intervallati da anelli bianchi. Sono presenti delle ghiandole odorifere perianali. Le femmine hanno 3 paia di mammelle.

## Biologia

### Comportamento
È una specie notturna, terricola, quasi completamente solitaria e asociale, eccetto che durante la stagione degli accoppiamenti, i quali avvengono solitamente una volta l'anno. Si rifugia nelle cavità di alberi abbattuti o in tane scavate, principalmente abbandonate da altri animali. Negli insediamenti umani trova riparo in diverse cavità nascoste.

### Alimentazione
Si nutre principalmente di piccoli vertebrati come ratti, scoiattoli, piccoli uccelli, lucertole e anche di insetti. Talvolta si nutre di frutta, carogne e rifiuti. Sono state osservate attaccare animali domestici e pollame.

### Riproduzione
Gli unici dati disponibili provengono da esemplari in cattività e rivelano la presenza di due periodi d'estro, il primo da febbraio ad aprile, il secondo tra agosto e settembre. Le femmine danno alla luce 2-5 piccoli alla volta e vengono svezzati dopo 4-4,5 mesi. L'aspettativa di vita in cattività è fino a 20 anni o più.

## Distribuzione e habitat
Questa specie è diffusa nel Subcontinente indiano, Cina, Indocina e sulle isole indonesiane di Sumatra, Giava e Bali. È stata introdotta recentemente in Madagascar, Zanzibar, Isole Comore e Socotra.
Vive in foreste semi-sempreverdi, decidue, miste decidue, di bambù, aree arbustive, praterie e ambienti fluviali. È tollerante al degrado ambientale e si trova spesso in prossimità di insediamenti umani.

## Tassonomia
Sono state riconosciute 12 sottospecie:
- V.i.indica: India meridionale;
- V.i.atchinensis (Sody, 1931): Sumatra;
- V.i.baliensis (Sody, 1931): Bali;
- V.i.baptistae (Pocock, 1933): Bhutan; stati indiani del Gujarat, West Bengal settentrionale, Assam;
- V.i.deserti (Bonhote, 1898): stato indiano del Rajasthan;
- V.i.klossi (Pocock, 1933): Isola malese di Penang;
- V.i.mayori (Pocock, 1933): Sri Lanka;
- V.i.muriavensis (Sody, 1931): Giava centrale;
- V.i.pallida (Gray, 1831): Province cinesi dell'Anhui, Fujian, Guangdong, Guangxi, Guizhou, Hubei, Hunan, Jiangsu meridionale, Jiangxi, Shaanxi, Sichuan, Yunnan, Zhejiang, Hainan, Taiwan;
- V.i.schlegelii (Pollen, 1866): Madagascar, Mayotte, Zanzibar, Socotra;
- V.i.thai (Kloss, 1919): Province cinesi del Guizhou e Yunnan meridionale; Myanmar, Thailandia, Laos, Vietnam, Cambogia, Penisola Malese;
- V.i.wellsi (Pocock, 1933): Stati indiani dell'Himachal Pradesh e Uttarakhand.

## Conservazione
La IUCN Red List, considerato il vasto areale e i diversi habitat occupati, classifica V.indica come specie a rischio minimo (Least Concern).